# 忠治活殺剱
『忠治活殺剱』（ちゅうじかっさつけん）は、1936年（昭和11年）製作・公開、久保為義・マキノ正博共同監督による日本の長篇劇映画である。新字体表記『忠治活殺剣』。

## 略歴・概要
1936年（昭和11年）2月18日にマキノトーキー製作所が製作・公開した、月形龍之介主演による『國定忠治 信州子守唄』の続篇、『忠治血笑記』のさらに続篇である。伊藤大輔が監督したサイレント映画『忠次旅日記 御用篇』の前半にあたる作品であるが、本作の続篇は製作することができず、「御用」に至る完結部分は描かれずに終わった。本シリーズは、伊藤が1927年（昭和2年）に手がけた『忠治旅日記』三部作の脚本をもとに、これを同社の設立祝いに贈られたマキノがリメイクしたものである。『忠治血笑記』以降、忠治役が月形から変更になっているのは、月形サイドの都合のためであったが、同年前半、月形は7作のマキノトーキー作品に出演した。月形に代わって忠治役を演じた清水英太朗は、もともと「清水英朗」の名で松竹下加茂撮影所に所属した俳優であった。
2005年（平成17年）に発掘・復元された45分の上映用35mmフィルムに、音声トラックのないサイレント版・60分の16mmフィルムから欠落したシーンを補っての「復元版58分」が、現存する最長版である（2008年）。同最長版は、東京国立近代美術館フィルムセンターが所蔵している。本シリーズについては、『忠治血笑記』の原版ネガフィルムおよび上映用ポジフィルムは散逸して残っておらず、『國定忠治 信州子守唄』については19分の短縮版上映プリントのみが現存する。

## スタッフ・作品データ
- 製作 : マキノ正博
- 監督 : 久保為義、マキノ正博
- 原作 : 伊藤大輔
- 脚本 : 比佐芳武
- 撮影 : 大森伊八
- 照明 : 岸田九一郎[2]
- 録音 : マキノ正博[1]、田中啓次[2]
- 監督助手 : 宮城文夫、畑中須磨子
- 撮影助手 : 南田常治、猪崎栄助
- 音楽 : マキノ管絃楽團
- 現像 : 映音現像所

- 製作 : マキノトーキー製作所
- 上映時間（巻数 / メートル） : 75分（8巻 / 不明メートル）[1] / 58分 （1,580メートル、復元最長版）[2]
- フォーマット : 白黒映画 - スタンダードサイズ（1.37:1） - モノラル録音
- 公開日 :  日本 1936年12月6日
- 配給 :  マキノトーキー
- 初回興行 : 千日前・芦辺劇場

## キャスト
- 淸水英太朗（主演） - 國定忠治

- 大内弘（特別出演） - 板割の浅太郎
- 原駒子（特別出演） - お町

- 葉山純之輔 - 三ツ木文藏
- 光岡龍三郎 - 淸水ノ巖鉄
- 浅野進二郎 - 目明し伊三郎
- 大倉文男 - 壁安左ヱ門
- 島津勝二 - 山城屋勝造
- 林誠太郎 - 傳吉
- 西村淸 - 澤田屋喜兵ヱ
- 芥川隆造 - 手代 丁吉
- 森哲郎 - 日光円藏
- 月橋邦彦 - 山城屋乾兒文吉
- 賀川實 - 山城屋乾兒勘三
- 楠本昌兵 - 山城屋乾兒伴作
- 大倉千代子 - お粂
- 大久保淸子 - 勝造女房お富
- 花野國子 - 喜兵ヱ妻みね
- 八島ひで子 - 傳吉の娘お松
- 里見良子 - 花魁 信夫
- 藤田久子 - 女中おしゅん
- 野津操 - 伊之松/勘太郎

## シリーズ
1. 國定忠治 信州子守唄
2. 忠治血笑記
3. 忠治活殺剱